# Fazil Mustafá
Fazil Mustafá conocido como el “Virtuoso” (1637- 20 de agosto de 1691) fue un Gran Visir otomano, miembro de la familia de los Köprülü, que ocupó el cargo desde el 25 de octubre de 1689 hasta su muerte el 20 de agosto de 1691. 
Al igual que su hermano Fazil Ahmed se caracterizó por nombrar a hombres capaces y honestos en los puestos clave del gobierno y del ejército, por atacar a la corrupción y por intentar equilibrar el presupuesto de la tesorería imperial.
Fazil Mustafá fue un Gran Visir valiente, inteligente e íntegro, pero tuvo un mandato demasiado corto como para poder detener la decadencia otomana.

## Situación del Imperio otomano
Al iniciarse el siglo XVII, el Imperio otomano se encontraba sumido en el caos. Las conspiraciones políticas, las rebeliones en las provincias y los constantes cambios de Gran Visir que tenían lugar no permitían poder realizar un programa político realista.
La situación cambió con la subida al poder de Mehmed Köprülü en 1656. Tanto con él como con su hijo Fazil Ahmed, el Imperio otomano recuperó la estabilidad política y pudo dedicarse a enfrentarse a los enemigos exteriores derrotando en sucesivas guerras a Venecia (guerra de Candía), al Sacro Imperio Romano Germánico y a la Mancomunidad Polaco-Lituana (guerra polaco-turca (1672-1676)). Durante su gobierno el Imperio otomano alcanzó su máxima extensión.
A la muerte de Fazil Ahmed subió al poder Kara Mustafá, que dirigió con éxito la guerra ruso-turca (1676-1681), tras lo cual dirigió su vista al Sacro Imperio Romano Germánico con la aspiración de realizar lo que Suleyman I no pudo: tomar Viena.
El 25 de julio de 1683 el ejército otomano aparecía frente a las murallas de Viena. Las fuerzas del Sacro Imperio Romano Germánico se habían retirado a la orilla norte del río Danubio al mando de Carlos V de Lorena, impotente de enfrentarse al ejército otomano formado por 125 000 soldados.
Leopoldo I de Habsburgo no tenía tropas para enfrentarse a los otomanos pero gracias a la mediación del papa Inocencio XI casi todos los Estados del Imperio y de la Europa Central se unieron al Emperador. También lo hizo Polonia y hubo países europeos que no pudieron enviar tropas pero mandaron dinero. Entre estos últimos países estaba España.
El ejército cristiano sumaba 85 000 soldados, de los que 30 000 eran polacos, y se puso a las órdenes de Juan III Sobieski, rey de Polonia.
El 12 de septiembre de 1683 las tropas cristianas vencieron a las turcas en la batalla de Kahlenberg, liberando la ciudad de Viena. Tras la derrota Kara Mustafá se retiró a Belgrado, donde los enviados del sultán le estrangularon.
El 5 de marzo de 1684 se acuerda por parte del Sacro Imperio Romano Germánico, Polonia y Venecia la formación de una Liga Santa para luchar contra los turcos. Dos años después Rusia se suma a esta Liga Santa.
En junio de 1684 Carlos V de Lorena pone bajo sitio a Buda pero meses después tiene que abandonar el asedio por la falta de suministros y la obstinada defensa otomana.
Francesco Morosini tomó la isla de Santa Maura el 6 de agosto de 1684 y un mes después los venecianos hacían capitular al castillo de Prevesa. Juan III Sobieski conquistó la fortaleza de Jaslowieck y el general Aleksander Jan Jabłonowski venció a los turcos en el bosque de Bocovine.
El 16 de agosto de 1685 Carlos de Lorena pone bajo sitio a Esztergom, dos días después toman Neuhäusel.
Venecia aprovecha una revuelta antiotomana y se apodera entre 1685 y 1686 de Koron, Kalamata, Navarino, Modon y Nauplia.
En la campaña de 1686 Carlos de Lorena y Maximiliano II Manuel de Baviera conquistan Buda tras un asedio de tres meses (18 de junio a 3 de septiembre). Ese año también es ocupado Székesfehérvár y los otomanos son prácticamente expulsados de Hungría.
El 12 de agosto de 1687 Carlos de Lorena vence a los otomanos en la batalla de Berg Harsan, tras la que cayó Osijek.
Los venecianos se dirigen contra Atenas –donde estalla un polvorín turco que se encontraba en el  Partenón causando su parcial destrucción- que fue tomada. También Patrás y Lepanto caen en manos venecianas, igual que Corinto y Mizista y solo Malvoisia queda de Morea en manos turcas.
Como consecuencia de las derrotas otomanas, una revuelta palatina despojó del trono a Mehmed IV. Su sucesor fue Suleiman II.
En septiembre de 1688 Maximiliano II Manuel de Baviera conquistó Belgrado. En 1689 Luis Guillermo de Baden-Baden, con un ejército de 24 000 hombres, venció a un ejército turco al sur de Belgrado y avanzó hasta Nish. La situación era insostenible. Era necesario que el gobierno estuviera en manos de una persona enérgica y competente. Suleimán II puso sus miras en la familia Köprülü que había dado al Imperio sus últimos días de esplendor. Por eso tras la caída de Nish entregó el gobierno el 25 de octubre de 1689 a Fazil Mustafá.

## Su vida antes de convertirse en Gran Visir
El hermano pequeño de Fazil Ahmed nació en Köprü en 1637. Inició los estudios con su hermano y en 1659  entró en las filas de los guardias del sultán en palacio. A pesar de este cargo, Fazil Mustafá pasó la mayor parte del tiempo en las campañas militares acompañando a su hermano. En 1680 gracias a las influencias de su cuñado, el Gran Visir Kara Mustafá consiguió el importante cargo de Quinto Visir. El buen empeño de sus responsabilidades hace que en 1683 ya fuera Tercer Visir.
Tras el segundo asedio de Viena y la muerte de Kara Mustafá, la familia Köprülü sufre la enemistad del nuevo Gran Visir, Kara Ibrahim Pasha, quien destierra a Fazil Mustafá de Estambul para alejarlo del centro político y lo fuerza a servir como comandante en una fortaleza en los Dardanelos.
Fazil Mustafá vuelve a Estambul cuando una rebelión destituye a Kara Ibrahim Pasha y nombra Gran Visir a su cuñado Mustafá Pasha en 1687. El ejército obliga a Mehmed IV a abdicar en su hermano Suleimán II. Es posible que Fazil Mustafá conspirara a favor del destronamiento, pues no sentía una gran simpatía por Mehmed IV.
Como resultado del cambio de gobierno, Fazil Mustafá se convierte en Segundo Visir, por lo que es la persona más importante del gobierno tras el Gran Visir. Sin embargo, no tarda en volver a ser exiliado y repuesto en el mando de una fortaleza de los Dardanelos.
En 1689 sirve como comandante en La Canea (Creta), luego en Candía (Creta) y después en Quíos.
En 1689 tras la pérdida de Nish, Mustafá Pasha es destituido y Fazil Mustafá es nombrado Gran Visir.

## Política interior
Su primer objetivo como Gran Visir fue acabar con la corrupción en los puestos clave de la administración y el ejército y reducir el déficit del Estado.
Pese a estar involucrado el Imperio otomano en la Guerra de la Liga Santa, expulsó a 30 000 jenízaros que eran incapaces de combatir porque el cuerpo se había llenado de jóvenes reclutas que solo buscaban las ventajas sociales derivadas de pertenecer al cuerpo pero que realmente tenían nula capacidad militar. Con esta medida redujo considerablemente el gasto del tesoro y, ayudado de los oficiales, pudo restaurar la disciplina perdida en el cuerpo.
Al colocar en el puesto de gobernadores provinciales a la gente más apta, trajo renovada eficiencia en la recaudación de impuestos, así como en el mando de los contingentes provinciales. También emitió nueva moneda para sustituir a la antigua que se encontraba muy envilecida, e intentó regular los precios de los productos para evitar la especulación.
Otro medio que usó para llenar las arcas del Estado fue perseguir a los ricos que especulaban o habían cometido fraudes durante el gobierno de sus predecesores confiscando sus posesiones e incluyendo los beneficios sacados por ella en el tesoro imperial. Otro punto importante de su política fue la tolerancia religiosa, lo que hizo de los pueblos ortodoxos que habitaban en el Imperio prefiriesen el gobierno otomano a la intransigencia religiosa católica de la que hacía gala el Emperador y la República de Venecia.
El 14 de julio de 1691 subió al trono otomano Ahmed II, que conservó a Fazil Mustafá como Gran Visir convencido de la superioridad del Gran Visir sobre él en llevar los asuntos del Estado.

## Política exterior
Fazil Mustafá llegó al poder en un momento difícil para el Imperio otomano. El Imperio se encontraba inmerso en la Guerra de la Liga Santa y la pérdida de territorios en los Balcanes a manos del Sacro Imperio Romano Germánico era desastrosa.
El Gran Visir quiso hacer del ejército otomano una fuerza más eficaz. Expulsó del cuerpo de jenízaros a 30 000 soldados que no tenían ninguna capacidad militar y reformó el sistema de movilización de tropas. Aumentó el número de soldados incorporando más soldados procedentes de los Balcanes y de Anatolia.
Tras la caída de Belgrado el 6 de septiembre de 1688, la guerra de la Santa Liga parecía perdida. Sin embargo, el que estallase la guerra de los Nueve Años sirvió a los otomanos como desahogo, ya que el Sacro Imperio tuvo que enviar a gran número de soldados a sus fronteras occidentales.
Este desahogo hizo posible que las fuerzas otomanas lanzaran un fuerte contraataque en la campaña de 1690, que les llevó a recuperar Nish, Smederevo y Belgrado y a expulsar a las tropas cristianas de la mayor parte de Serbia, Bulgaria y Transilvania.
No obstante, esta recuperación fue efímera, ya que Luis Guillermo de Baden-Baden derrotó a las fuerzas comandadas por Fazil Mustafá en la batalla de Slankamen (20 de agosto de 1691) cerca del Danubio al norte de Serbia. La batalla fue desastrosa para los turcos y muy costosa para los imperiales, pero aseguró las posiciones del Sacro Imperio Romano Germánico.

## Muerte de Fazil Mustafá
La batalla de Slankamen no fue solo una sangrienta derrota para el ejército otomano (20 000 bajas). En ella pereció su Gran Visir, cuyo cadáver no pudo encontrarse, lo que privó al Imperio otomano de un líder lucido que pudiera detener la decadencia militar, económica y social que sufría el Imperio.
Su primo Köprülü Hüseyin Pasha lo sucedió como Gran Visir.